# Деветак (Штимле)
Деветак (серб. Деветак, алб. Devetak) — населённый пункт в Косове.

## География
Согласно административно-территориальному делению Сербии, данный населённый пункт расположен в общине Штимле Косовского округа Автономного края Косово и Метохия. Согласно административно-территориальному делению частично признанной Республики Косово, фактически контролирующей данный населённый пункт, он расположен в общине Штимле Урошевацкого округа.

## Население
Численность населения, согласно данным переписей:
| 1948 | 1953 | 1961 | 1971 | 1981 | 1991 | 2011 |
| ---- | ---- | ---- | ---- | ---- | ---- | ---- |
| 62   | 47   | 51   | 44   | 54   | 70   | —    |